# Siegfried Abt
Siegfried Abt (* 9. oder 16. November 1844 in Bünzen; † 30. September oder 30. November 1884 in Bern) war ein Schweizer Jurist, Journalist und Diplomat.

## Leben

### Familie
Siegfried Abt entstammte einer angesehenen Familie; sein Vater, Roman Abt, war Grossrat und Strohgeflechtindustrieller, während sein Grossvater, Joachim Wey, als Politiker ebenfalls eine herausragende Rolle in der Region spielte. Zu seinen Geschwistern gehörten der Erfinder und Unternehmer Carl Roman Abt und der Politiker Heinrich Eugen Abt.
Er war seit 1871 verheiratet mit Maria Anna (geb. Eggenschwiler; * 22. März 1852; † 15. April 1942 in Bern) aus Matzendorf; gemeinsam hatten sie einen Sohn.

### Werdegang
Nach dem Besuch der Bezirksschule Muri und des Gymnasiums (siehe Alte Kantonsschule Aarau) in Aarau entschied sich Siegfried Abt für ein Rechtsstudium, das er an den Universitäten Heidelberg, Zürich und Paris absolvierte. Im Jahr 1868 erlangte er das aargauische Fürsprecherpatent, was den Grundstein für seine juristische Karriere legte. In der Folge wurde er zum Gerichtsschreiber in Muri ernannt. In dieser Funktion übernahm er auch das Amt des Bezirks-Schulpflegers, was seine Vielseitigkeit und sein Engagement für die Bildung in seiner Gemeinde unterstreicht.
Im Jahr 1873 wechselte er als Gerichtsschreiber an das Bezirksgericht in Aarau. Hier veröffentlichte er 1874 die Schrift Der Aufruhr im Freiamt vom Januar 1841, in der er sich mit historischen und rechtlichen Aspekten eines bedeutenden Ereignisses in der Schweizer Geschichte auseinandersetzte. Diese Veröffentlichung zeugt von seinem Interesse an der politischen und sozialen Entwicklung der Schweiz.
Nach seiner Zeit in Aarau wurde er 1874 Rechtskonsulent und Generalsekretär der Internationalen Bergbahn-Baugesellschaft. Diese Position ermöglichte es ihm, wertvolle Erfahrungen im internationalen Kontext zu sammeln. Nach der Auflösung der Gesellschaft trat er als Substitut und Kriminalgerichtsschreiber am aargauischen Obergericht in Erscheinung, wo er seine juristischen Kenntnisse weiter vertiefte und anwenden konnte.
Siegfried Abt war nicht nur in der Justiz tätig; vom 1. September 1877 bis zum 31. Januar 1879 war er zudem Inlandredaktor der renommierten Neuen Zürcher Zeitung. In dieser Rolle trug er zur öffentlichen Diskussion über rechtliche und politische Themen bei und festigte seine Stellung als einflussreicher Jurist und Publizist.
Im Jahr 1879 wurde er zum ersten Sekretär des Departements des Innern in Bern ernannt. In dieser Funktion spielte er eine entscheidende Rolle bei der Entwicklung des zentralistischen eidgenössischen Schulgesetzes, das 1882 verabschiedet wurde. Unter der Leitung von Bundesrat Karl Schenk war Abt massgeblich an der Ausarbeitung dieses Gesetzes beteiligt, das die Bildungspolitik in der Schweiz nachhaltig beeinflusste.
1882 veröffentlichte er auch eine historisch-pädagogische Studie über den Pädagogen Johann Rudolf Fischer.
Er war auch wiederholt als Diplomat bei verschiedenen internationalen Konferenzen im Ausland tätig, was seine Fähigkeiten im internationalen Recht und in der Diplomatie unter Beweis stellte.

## Mitgliedschaften
Siegfried Abt war Mitglied der Historischen Gesellschaft des Kantons Aargau.

## Schriften (Auswahl)
- Der Aufruhr im Freiamt vom Januar 1841. Aarau 1874 (Digitalisat).
- Johann Rudolf Fischer von Bern. Frauenfeld 1882 (Digitalisat).